# ETA politicomilitar
ETA politicomilitar, ETA (pm) o ETA pm fou una organització independentista del País Basc (Espanya) que utilitzava el terrorisme com a forma d'actuació política. Va ser una escissió de l'organització terrorista ETA que apostava per la complementació de la via política amb l'ús de l'acció militar.

## Història
A l'assemblea d'ETA d'agost de 1973, realitzada a Hasparren, es va produir l'enfrontament dels dos corrents que havien conviscut en el si de l'organització, els militaristes i els obreristes. Davant l'actitud dels militaristes d'atemptar contra Luis Carrero Blanco al desembre de 1973, atemptat que no va ser consultat ni consensuat amb els obreristes, aquests abandonen l'organització formant el Partit Revolucionari dels Treballadors Bascos (PRTV). Després de l'atemptat del carrer Correu se celebra una segona assemblea en la qual sorgeix l'enfrontament de qui volien seguir la via dels atemptats terroristes, donant prioritat a l'aparell militar, contra qui defensen que la supremacia de l'activitat ha de ser duta per camins polítics. D'aquesta forma sorgeixen els «militars» (milis, essencialment provinents del Front Militar) i els «politicomilitars» (polimilis, procedents del Front Obrer i dirigits per Pertur).
Aquesta última fracció prendria el nom d'ETA politicomilitar. L'organització ETA pm entra en la transició donant suport la creació d'un partit esquerrà independentista, Euskal Iraultzarako Alderdia, Partit per a la Revolució Basca, EIA) per a presentar-se a les eleccions generals espanyoles de 1977. Després de l'acceptació de l'amnistia, abandona la lluita armada i s'integra en el partit Euskadiko Ezkerra (EE), que en aquell temps acabaria fusionant-se amb el Partit Socialista d'Euskadi (PSE-PSOE) formant l'actual Partit Socialista d'Euskadi-Euskadiko Eskerra.
L'abandonament de la lluita armada es va decidir en la VII Assemblea que no va tenir un acolliment generalitzat, car molts dels seus militants van abandonar l'organització i es van integrar en ETA militar que va passar a ser coneguda simplement com a ETA. Alguns dirigents d'ETA procedien d'aquesta organització, com Antxon o Pakito, i es deu a persones d'aquesta procedència també l'Alternativa KAS. Entre els que van seguir la via política es trobava Mario Onaindia que fou un rellevant membre del PSE-EE.
El front cultural d'ETA va elaborar la revista Hautsi des de 1972 que en 1975 ETA politicomilitar va usar com a capçalera pròpia.